# 雅克梅勒區
雅克梅勒區，是海地的區，位於該國東南部，由東南省負責管轄，面積794.8平方公里，海拔高度702米，2015年該區人口338,728，人口密度為每平方公里426.2人。